# Mihai Viteazu (Constanța)
Pour les articles homonymes, voir Mihai Viteazu.
Mihai Viteazu est une commune du județ de Constanța en Roumanie.